# 1968-as magyar tekebajnokság
Az 1968-as magyar tekebajnokság a harmincadik magyar bajnokság volt. A bajnokságot november 30. és december 1. között rendezték meg Budapesten, a férfiakét a Postás pályáján, a nőkét a Ganz-MÁVAG pályáján.

## Eredmények
| Versenyszám  | Arany                           | Arany | Ezüst                       | Ezüst | Bronz                             | Bronz |
| ------------ | ------------------------------- | ----- | --------------------------- | ----- | --------------------------------- | ----- |
| Férfi egyéni | Rákos József Bp. Előre          | 1806  | Martusz István Szegedi VSE  | 1797  | Mészáros József Újpesti Dózsa     | 1797  |
| Női egyéni   | Schrett Gyuláné Ferencvárosi TC | 886   | Vajda Jenőné Győri Richards | 857   | Sipos Jánosné Rózsa Ferenc Építők | 856   |